# Johann Siegmund Hahn

Johann Siegmund Hahn, Mitbegründer der Wasserheilkunde in Deutschland

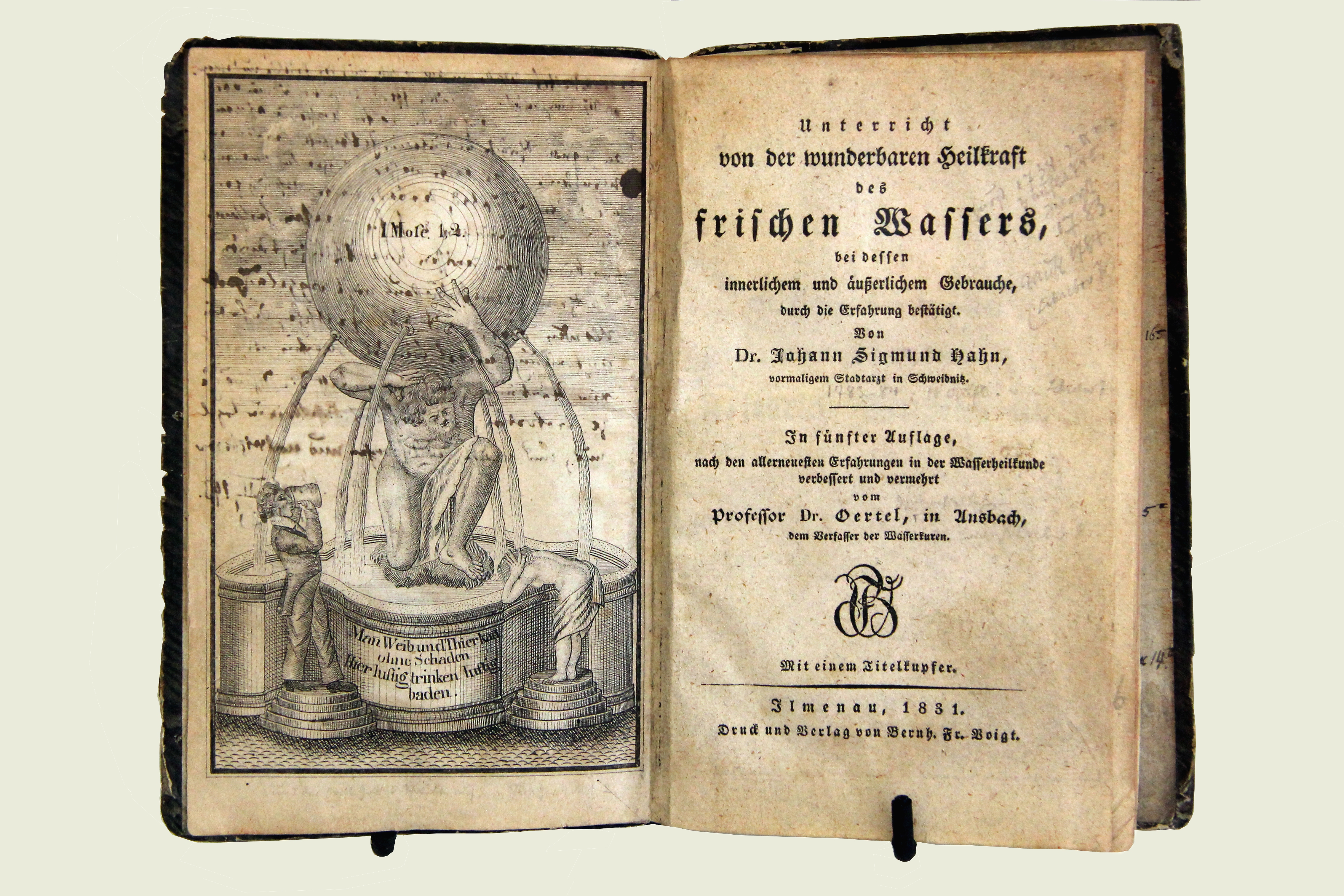
Unterricht von der wunderbaren Heilkraft des Wassers …,
5. Auflage. 1831

Johann Siegmund Hahn (* 13. November 1696 in Schweidnitz; † 27. Juli 1773 ebenda) war ein deutscher Arzt und Nachfolger seines gleichnamigen Vaters als Stadtphysicus zu Schweidnitz. Er war Lehrer des Johann Christian Anton Theden (1714–1797), des späteren Leibarztes Friedrichs des Großen. Johann Siegmund Hahn war Mitbegründer der Wasserheilkunde in Deutschland.

## Familie
Hahn war ein Sohn aus der zweiten Ehe des Schweidnitzer Arztes und Stadtphysikus Siegmund Hahn. Verheiratet war er mit einer Pfarrerstochter aus Sebnitz in Sachsen, deren Name unbekannt ist, und hatte mit ihr sechs Kinder, von denen allerdings nur drei Töchter (ohne Nachkommen) überlebten.

## Leben
Johann Siegmund Hahn war – gemeinsam mit seinem Vater – der Wegbereiter der naturheilkundlichen und der wissenschaftlichen Hydrotherapie in Deutschland. Bekannt wurde er als Autor des in Breslau und Leipzig erschienenen Buches: (Originaltitel) Unterricht von Krafft und Würckung des frischen Wassers in die Leiber der Menschen, besonders der Krancken, bey dessen innerlichen und äusserlichen Gebrauch (…), das 1738 erstmals veröffentlicht wurde und noch zu seinen Lebzeiten in der 4. Auflage erschien. Hierin verknüpfte Hahn seine eigenen praktischen Forschungserkenntnisse und Erfahrungen aus der angewandten Wasserheilkunde mit den Aussagen früherer in- und ausländischer, besonders englischer Kollegen.
Doch erst gut 100 Jahre später fand 1848 Sebastian Kneipp (1821–1897) noch als Philosophiestudent an der Universität München dieses kleine Buch in der Hofbibliothek in München. Kneipp war schon seit Jahren lungenkrank und musste sein Studium ständig unterbrechen. Jetzt aber probierte er die Empfehlungen des Arztes Johann Siegmund Hahn beim Bad in der Donau aus und wurde bald wieder gesund. Durch eigenes Erleben überzeugt von der Wirksamkeit der Wasserheilkunde entwickelte der spätere Pfarrer Kneipp diese zu seiner heute nach ihm benannten Kneippkur und erlangte damit weltweites Ansehen.

## Werke
- Unterricht Von Krafft und Würckung Des Frischen Wassers Bey dessen Innerlichen und äusserlichen Gebrauch. Schweidnitz 1738, urn:nbn:de:bvb:29-bv008961041-9 (Digitale Sammlungen der Universitätsbibliothek Erlangen-Nürnberg; 76 S.).
- Unterricht von Krafft und Würckung des frischen Wassers in die Leiber der Menschen besonders der Krancken bey dessen innerlichen und äusserlichen Gebrauch.
  - 1. Auflage. Daniel Pietsch, Breslau/Leipzig 1743, urn:nbn:de:gbv:3:1-297717 (Scan des Originals in der ULB Sachsen-Anhalt; 172 S.).
  - Zweyte (2.) und vermehrte Auflage. Daniel Pietsch, Breslau/Leipzig 1745, urn:nbn:de:bsz:14-db-id4354324355 (Scan des Originals in der SLUB Dresden; 290 S.).
  - 3. und vermehrte Auflage. Daniel Pietsch, Breslau/Leipzig 1749, urn:nbn:de:bvb:12-bsb10286767-3 (Scan des Originals in der BSB München; 290 S.).
  - 4. und vermehrte Auflage. Daniel Pietsch, Breslau/Leipzig 1753, urn:nbn:de:bvb:12-bsb10286769-8 (Scan des Originals in der BSB München; 290 S.).
  - 5. Auflage als: Unterricht von der wunderbaren Heilkraft des frischen Wassers, bei dessen innerlichem und äußerlichem Gebrauche, durch die Erfahrung bestätigt. […] nach den allerneuesten Erfahrungen in der Wasserheilkunde verbessert und vermehrt von Prof. Dr. Oertel. Bernh. Fr. Voigt, Ilmenau 1831, OCLC 19863703. 2., unveränderter Nachdruck, ebenda, 1833, OCLC 245653421. 3., unveränderter Nachdruck, ebenda, 1839, OCLC 257890752.
    - umgestaltet als: Unterricht von der Heilkraft des frischen Wassers. Von Dr. Joh. Sigm. Hahn. Nunmehr nach Ausdruck und Inhalt völlig umgearbeitet und zeitgemäß umgestaltet vom Prof. Oertel in Ansbach. Auf Kosten des Hydropathischen Vereins und in Commission bei Friedrich Campe, Nürnberg 1834, urn:nbn:de:bvb:12-bsb10286771-6 (176 S.).